# Сестринство Дюни
«Сестринство Дюни» (англ. Sisterhood of Dune) — науково-фантастичний роман Браяна Герберта та Кевіна Андерсона 2012 року, дія якого відбувається у всесвіті Дюни, створеному Френком Гербертом. Це перша книга в їхній трилогії-приквелі «Великі школи Дюни», яка є продовженням трилогії «Легенди Дюни». Дія книги відбувається через вісімдесят років після подій «Дюна: Битва біля Корріно» 2004 року, в якій людська армія нарешті перемогла армії мислячих машин Омніуса. Тепер молодим школам Бене Ґессерит, Ментат і Сук, а також Космічній Гільдії загрожують незалежні антитехнологічні сили, що набирають силу після Батлеріанського джихаду. «Великі школи Дюни», вперше згадані Андерсоном у блозі 2010 року, розповідають про ранні роки існування цих організацій, які посідають чільне місце в оригінальних романах «Дюни».

## Сюжет
Минуло вісімдесят три роки після того, як у битві при Корріно було знищено останню мислячу машину, та після того, як Фейкан Батлер взяв собі королівське прізвище «Корріно» і став першим імператором нової імперії. Глава родини Корріно, імператор Сальвадор, живе в розкоші на планеті Салуса Секундус зі своїм братом і довіреним радником Родеріком, але їхньому контролю над Імперіуєю загрожує Менфорд Торондо, популярний лідер антитехнологічного батлеріанського руху. Торондо, позбавлений обох ніг внаслідок вибуху бомби кілька десятиліть тому, веде майстра меча Анарі Айдахо та мільйони людей по всій Імперії, до очищення людства від залежності від зручних технологій, часто використовуючи релігійну параною для просування своїх цілей. В опозиції до батлеріанського руху перебуває безпринципний бізнесмен Джозеф Венпорт, який фактично керує монополією на космічні подорожі. За порадою дружини Чіоби та прабабусі Норми Ценви, яка створила «навігаторів», Джозеф будує змови проти своїх небагатьох конкурентів і фінансує таємну групу наукових дослідників, які мають особисту неприязнь до батлеріанців і готові врятувати та оптимізувати стару технологію цимеків, щоб задовольнити їхню вендету з Торондо.
Тим часом на планеті Кеплер герой війни Воріан Атрід намагається вберегти своїх сусідів від загрози рабовласників. Спроба отримати імперський захист для своєї планети виявляється успішною, але Сальвадор і Родерік відправляють Воріана у ще глибше вигнання, побоюючись, що герой джихаду може своєю популярністю підбурити повстання проти їхньої влади. На планеті Ланківейл родина Харконненів тягне злиденне існування, далеке від слави, якою користувалися їхні предки, після того, як Воріан Атрід відрікся від опального Абулурда Харконнена. У той час як батьки вирішили відмовитися від амбіцій заради виживання і скромного існування, двоє старших дітей, Гріффін і Валя Харконнен, прагнуть відновити свої сімейні статки, служачи відповідно Ландсрааду і Бене Ґессерит.
Ракелла онука Воріана, яка пережила отруєння, що забезпечило їй спогади та ментальну присутність її предків-жінок, очолює Сестринство. Вона перешкоджає симпатикам Батлерів у своїх лавах, які небезпідставно підозрюють, що Ракелла та її найближче оточення використовують комп'ютери для управління індексом розмноження, який містить величезну кількість родинних даних з усієї імперії. У цьому Ракеллі допомагає сестра Валя Харконнен, яка наштовхується на перешкоди у спробах відновити славу своєї родини, коли розбещену принцесу Анну Корріно (сестру імператора Сальвадора і Родеріка) відправляють до Россака. Анна, яку королівська родина вважає ганьбою, має навчитися важливим навичкам разом із сестрами, але натомість слідує власним дитячим амбіціям і приймає препарат Россак, призначений викликати передсмертну трансформацію, яка дала Ракеллі її здібності. Через нового директора Інституту Сук (і колишню сестру Россак), доктора Орі Жому, Сестринство також плете змови проти Сальвадора, який, як вони побоюються, може бути предком потенційно згубного тирана.
Ментат Гілбертус Альбанс намагається підтримувати порядок у своїй школі ментатів на планеті Лампадас і приховати існування свого старого наставника, робота Еразма. Однак Гілбертус втягується в антитехнологічну кампанію батлерівського руху через фанатизм своїх найактивніших учнів і гнів Торондо, який примушує Гілбертуса служити своїм спеціальним радником. Гілбертус виявляється змушеним вступити в конфронтацію зі своїм найкращим учнем і другом Драґо, який перебуває на службі в транспортному конгломераті «ВенХолд» Джозефа Венпорта. Тим часом на планеті Арракіс фримени, які відмовилися від легкого життя в поселеннях, продовжують набирати силу в пустелі, зустрічаючи за час свого існування різних ворогів і союзників.

## Сприйняття
«Сестринство Дюни» дебютувало на 23 місці у списку бестселерів у твердій палітурці за версією Нью-Йорк таймс. Publishers Weekly назвав роман «неглибокою, але веселою сумішшю космічної опери та династичної мильної опери». Library Journal відзначив «повністю реалізовані персонажі та заплутаний сюжет».

## Екранізація
«Сестринство Дюни» стало джерелом натхнення для телевізійного серіалу «Дюна: Пророцтво» 2024 року, який став приквелом до фільмів Дені Вільньова «Дюна» (2021) та «Дюна: Частина друга» (2024).